# Hermann Kneusgen
Hermann Kneusgen (geboren 1712; gestorben 22. Dezember 1767) war ein deutscher Zisterzienser. Von 1763 bis 1767 amtierte er als Abt des Klosters Heisterbach.

## Leben
Hermann Kneusgen war ab 1754 Pfarrer in Neukirchen in der Sürst (Rheinbach), bevor er am 26. September 1763 zum neuen Abt des Klosters Heisterbach gewählt wurde. Er trat damit die Nachfolge des zuvor verstorbenen Abtes Augustin Mengelberg an. Die Benediktion nahm Weihbischof Franz Kaspar von Franken-Siersdorf aus Köln am 4. Dezember 1763 vor. 1764 ließ er in Königswinter den Heisterbacher Hof neu errichten, der fortan als Stadtresidenz und als Unterkunft für Gäste des Klosters dienen sollte. Am 21. April 1764 nahm er die Weihe der römisch-katholischen Wallfahrtskapelle St. Peter auf dem Petersberg vor. Abt Hermann Kneusgen starb nach drei Monaten Krankheit am 22. Dezember 1767.